# Cantelães
Cantelães é uma povoação portuguesa sede da Freguesia de Cantelães do Município de Vieira do Minho, freguesia com 11,18 km² de área e 740 habitantes (censo de 2021), tendo, por isso, uma densidade populacional de 66,2 hab./km².
Cantelães, de grandes campos, as veigas, lindos socalcos, com água a cantar em tanto lugar, por onde passaram tantos nobres, com a linda serra de Cantelães, com locais esplendorosos (Chão das Vacas, Fonte dos Barreiros, com a melhor água da serra, Prelada, Perneiros, Campelo, Gadainhos, Chá dos Campos, Corujeiras, Chá dos Currais, Coroa da Alzira ) e banhada pelo pacífico rio, cuja origem é de acordo com restos arqueológicos existentes nas ditas "veigas", campos na margem direita do rio de Cantelães, onde há vestígios romanos e era ali a antiga Igreja.
De muitas histórias e lendas de Cantelães, conta-se o penedo da Moura Encantada, no sopé do Castro de Vila Seca, onde há vestígios dos castrenses e também a mina pela qual traziam os cavalos a beber no rio, no "Pulho Marinho"
Um dos locais mais visitados em Cantelães, inserido nos roteiros Marianos de Portugal, Santuário da Senhora da Senhora Fé, na serra de Cantelães, Monte de Santa Cecília, a quem Júlio Machado Vaz, médico, faz alusão em livro a "lenda dos mortos vivos".
Orago- Padroeiro: Santo Estevão, colocado por cima da porta principal da Igreja Matriz, obra executada pelo artista e emigrante da terra em França, Armindo Ribeiro.
Nos tempos atuais o imponente rio que desce da Cabreira, divide Cantelães com Pinheiro e desce mais lento desde Turio, com planos de seguido de rasgo por rochas, das quais se destaca o esquecido nos tempos atuais, outrora um local frequentado pelas raparigas solteiras da freguesia, conhecido pelo "pulgo das mulheres", até à ponte de São Pedro, de arco romano e contínua já forte e perigoso até à "poia e pulho do peso" , passa a maravilhosa e intacta ponte do peso, também com a sua arquitetura igual à ponte de São Pedro. 

## Demografia
A população registada nos censos foi:
| Ano  | 0-14 Anos | 15-24 Anos | 25-64 Anos | > 65 Anos |
| 2001 | 174       | 136        | 459        | 164       |
| 2011 | 97        | 128        | 424        | 179       |
| 2021 | 57        | 69         | 396        | 218       |

## Património
- Igreja Paroquial
- Capela de São Pedro
- Capela de São Roque
- Capela do Senhor do Calvário
- Santuário da Senhora da Fé, construído em 1759, inserido nos Santuários Marianos de Portugal, com peregrinação anual em Maio.